# Tschakå m/1816

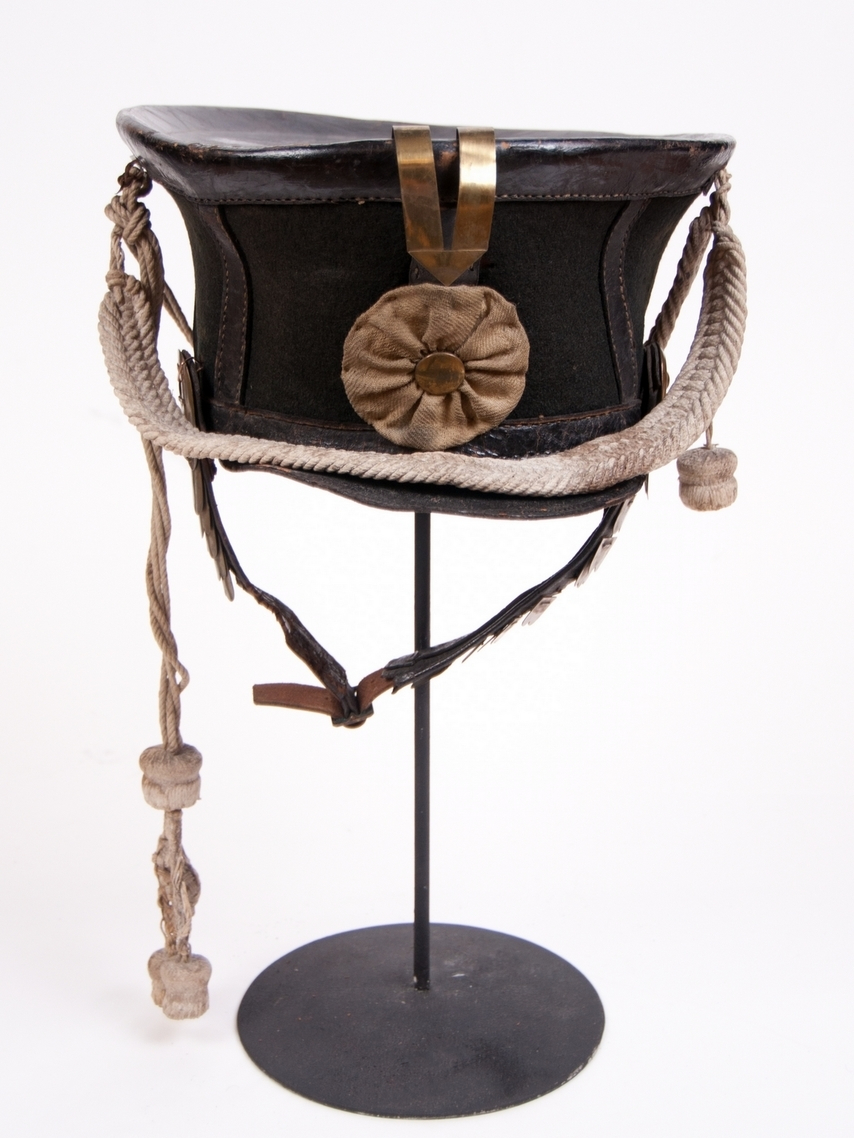
Tschakå m/1816 för manskap vid Skånska karabinjärregementet.

Tschakå m/1816 är en huvudbonad som har använts inom den svenska krigsmakten. 

## Utseende
Tschakå m/1816 var av den ryska typen med svängda former och konkav översida. Till tschakån hörde en hängande banderoll och kokard.

## Användning
Tschakå m/1816 användes endast av Skånska karabinjärregementet.

### Webbkällor
http://www.hhogman.se/uniformer_armen_18_kavalleriet1.htm